# Funny How Time Slips Away
Funny How Time Slips Away – album koncertowy Elvisa Presleya, składający się z koncertu z 23 maja 1977 w Providence, RI.

## Lista utworów
1. "2001 Theme"
2. "See See Rider"
3. "I Got a Woman – Amen"
4. "Love Me"
5. "If You Love Me"
6. "You Gave Me a Mountain"
7. "Jailhouse Rock"
8. "’O sole mio – It’s Now or Never"
9. "Little Sister"
10. "Teddy Bear – Don’t Be Cruel"
11. "Funny How Time Slips Away"
12. "My Way"
13. "Band Introductions"
14. "Early Morning Rain (featuring John Wilkinson )"
15. "What’d I Say (featuring James Burton )"
16. "Johnny B. Goode (featuring James Burton)"
17. "Drum Solo (featuring Ronnie Tutt )"
18. "Bass Solo (featuring Jerry Scheff )"
19. "Piano Solo (featuring Tony Brown )"
20. "Electric Organ Solo (featuring Bobby Ogdin)"
21. "School Days"
22. "Hurt"
23. "Hound Dog"
24. "Can’t Help Falling in Love"
25. "Closing Vamp"